# Cenia
Cenia (oficialmente en catalán La Sénia) es una villa y municipio de la provincia de Tarragona, en la comunidad autónoma de Cataluña, España. Forma parte de la comarca del Montsiá. A lo largo del siglo XX y hasta la actualidad, Cenia ha sido reconocida por su destacada industria del mueble.

## Etimología
El nombre de la localidad proviene del árabe "saniya," que significa molino harinero, noria o rueda hidráulica. Este término evolucionó al romance "azenia" durante la Edad Media. La localidad comparte su nombre con el río Cenia, que atraviesa el municipio.

## Historia

### Prehistoria
Se han encontrado restos materiales que demuestran la presencia de pobladores en tiempos prehistóricos.  La zona de Cenia ha sido ocupada desde tiempos remotos. Las cuevas dels Rossegadors y de la Tenalla contienen pinturas rupestres del Arte levantino, que son testimonio de la vida nómada estacional de pequeños grupos de humanos del Epipaleolítico. Estas pinturas muestran la fauna de la época, figuras humanas cazadoras, detalles de la vestimenta masculina y femenina, así como escenas de actividades de caza y composiciones de significado desconocido.

### Antiguo régimen
Las tierras del río Cenia permanecieron bajo la jurisdicción de la Orden de San Juan desde 1178, bajo la encomienda del castillo de Ulldecona. Fue esta orden la que otorgó la primera carta de población a Guillem de Moragues, natural de Tortosa. Cenia fue reconocida como villa el 17 de abril de 1232. Posteriormente, el 25 de enero de 1235, Guillem de Moragues concedió una nueva carta de población a los habitantes de Cenia.
Durante la guerra civil catalana en 1462, Cenia participó activamente contra Juan II de Aragón y fue asaltada varias veces por las tropas reales, hasta que finalmente se rindió en junio de 1466. En 1536, la villa fue incorporada a la comanda de Mirambel.
En 1716, después de la guerra de Sucesión Española, la población perdió numerosos privilegios y libertades forales con la implementación de los Decretos de Nueva Planta de Felipe V.

### Época contemporánea
Durante la guerra de la Independencia española, la villa de Cenia realizó importantes contribuciones. Cuando fue conquistada, junto con el resto del Montsiá y el Bajo Ebro, quedó incluida en el departamento francés de las Bocas del Ebro. En este período, Cenia adquirió relevancia debido a su industria de construcción naval. Tras la expulsión de los franceses de la comarca del Montsiá, se restauró el absolutismo con el regreso de Fernando VII al trono español.
Al dividirse España en provincias en el año 1833, Cenia pasó a formar parte de Tarragona. Ese mismo año comenzó la primera guerra carlista en la zona, con la conquista de la población por parte del general Ramón Cabrera, lo que provocó un constante asedio por parte de las tropas isabelinas hasta el año 1840, cuando el general Leopoldo O'Donnell derrotó a Ramón Cabrera.
El 18 de abril de 1871, el título nobiliario español de Marquesado de la Cenia fue establecido por el rey Amadeo I a favor de Fernando Cotoner y Chacón, quien ostentaba los rangos de teniente general, capitán general de Puerto Rico y ministro de guerra. Posteriormente, el 15 de agosto de 1882, Alfonso XII otorgó al título la distinción de Grandeza de España. 
A principios del siglo XX, en 1907, se instaló la electricidad en la población. 

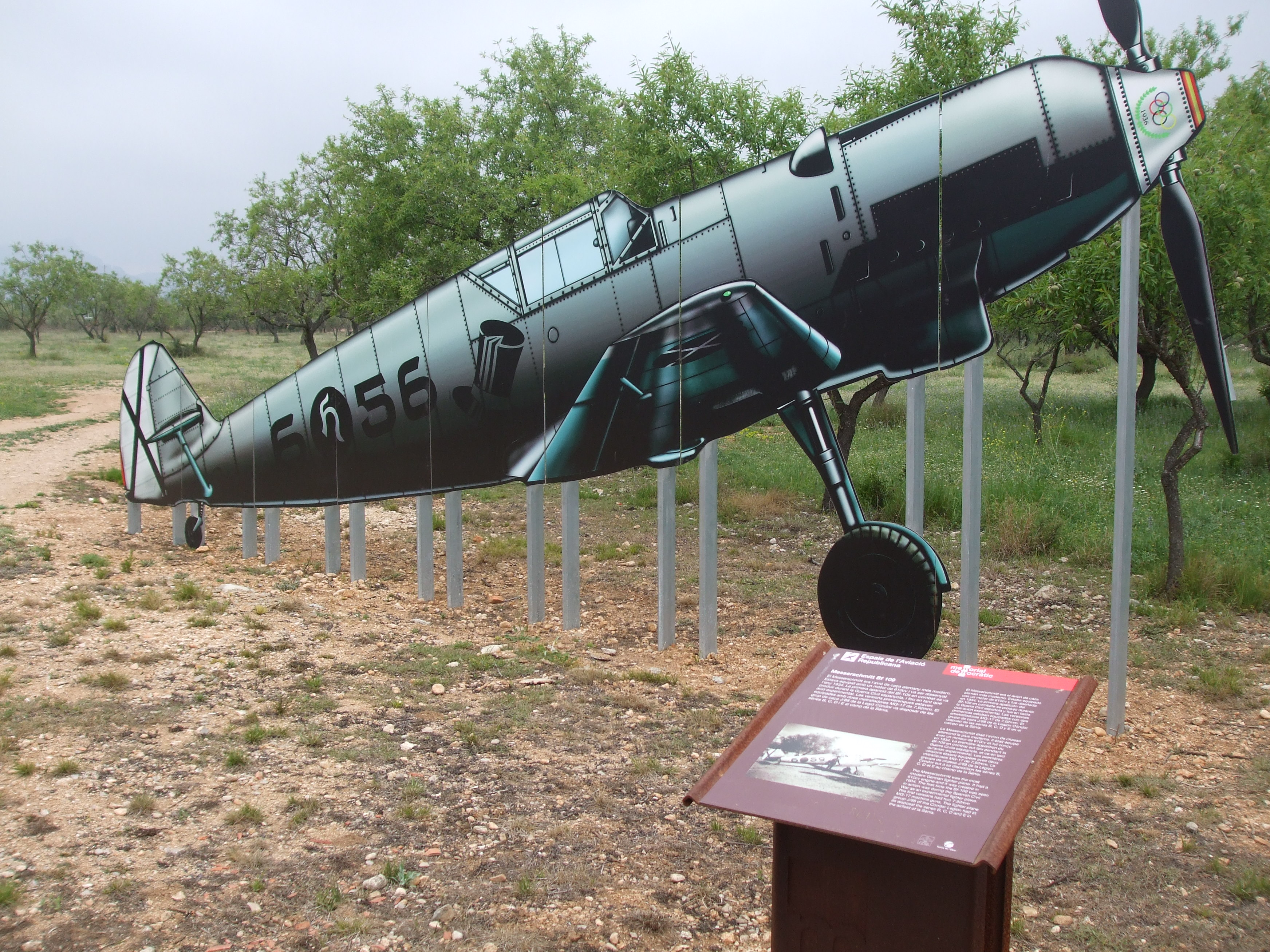
Reproducción de un Messerschmitt Bf 109 de la Legión Cóndor, en el Campo de Aviación de Cenia

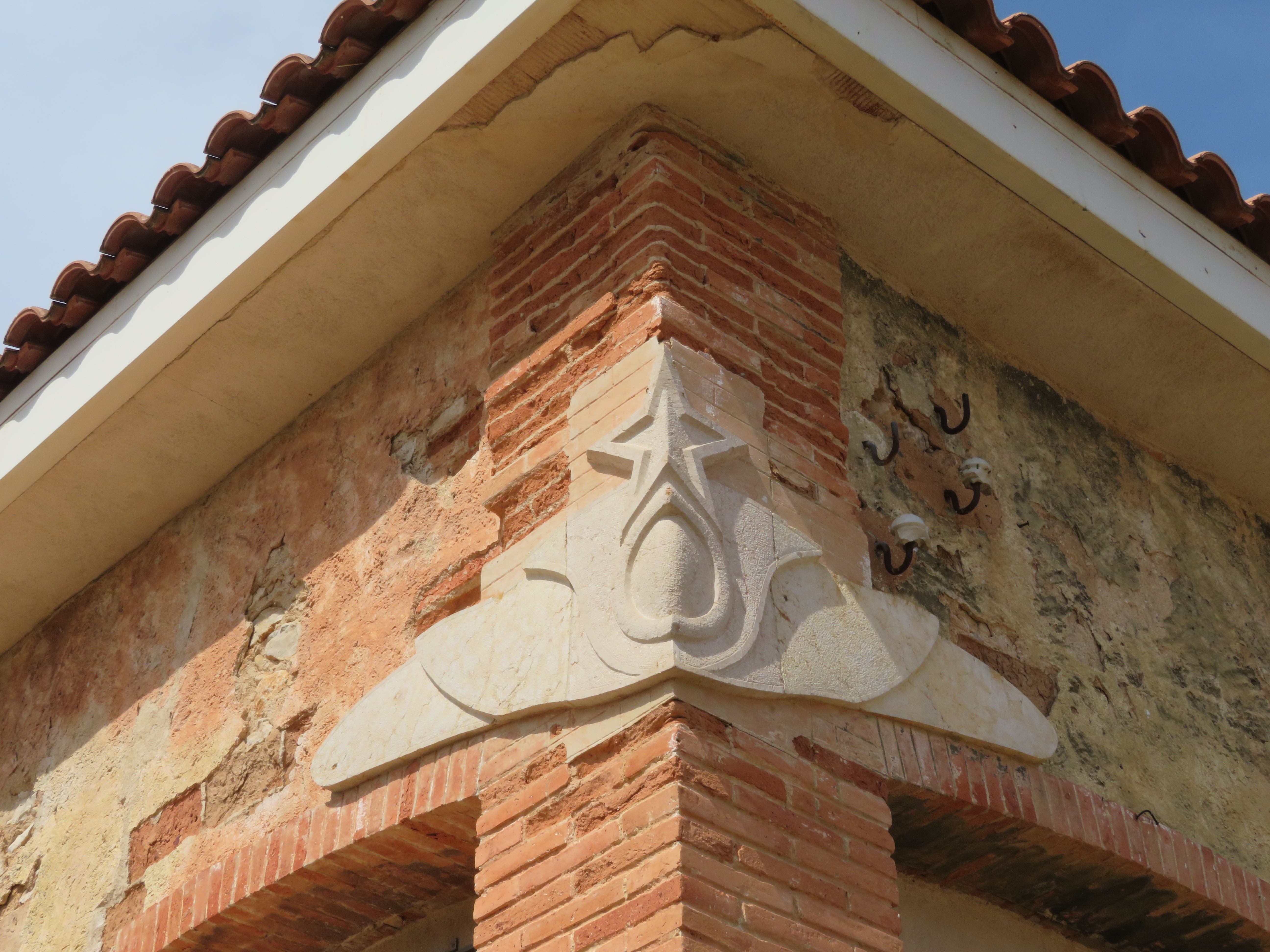
Emblema de las Fuerzas Aéreas de la República Española (1936-1939). Aeródromo de La Cenia.

Durante el inicio de la guerra civil española, en 1937 las Fuerzas Aéreas republicanas construyeron una base aérea en la partida de els Plans. En este aeródromo primero volaron aviadores republicanos y más tarde pilotos alemanes. Las tropas sublevadas entraron en la población el 14 de abril de 1938, tras la Ofensiva de Aragón. Después de esto, los operarios y efectivos de la Legión Cóndor alemana se instalaron en el campo de aviación, que se convirtió en su base de operaciones más importante. Durante el verano, el aeródromo tuvo una gran actividad, ya que los alemanes realizaron numerosas operaciones en la Ofensiva del Levante y la Batalla del Ebro. El 16 de diciembre de ese mismo año, un grupo de bombarderos ligeros republicanos Túpolev SB llevó a cabo un ataque por sorpresa contra las instalaciones de la Legión Cóndor, destruyendo siete cazas alemanes Messerschmitt Bf 109 y causando graves daños en las instalaciones terrestres, en el que constituyó uno de los ataques más audaces de la Aviación republicana durante la guerra.
En la década de los años 80, se produjo un cambio significativo en el nombre oficial del municipio que, desde su fundación en el año 1232, había permanecido invariable. Este cambio consistió en la traducción al catalán del nombre, pasando a llamarse el municipio oficialmente y hasta la actualidad La Sénia.

## Geografía humana

### Demografía
Cuenta con una población de 5594 habitantes (INE 2024).
| Gráfica de evolución demográfica de Cenia entre 1842 y 2021 |
| |
| Población de derecho según los censos de población del INE Población de hecho según los censos de población del INEEn estos censos se denominaba Cenia: 1842, 1857, 1860, 1877, 1887, 1897, 1900, 1910, 1920, 1930, 1940, 1950, 1960, 1970 y 1981 |

### Economía
La economía de Cenia se ha centrado durante años en la agricultura, destacando los cultivos de secano como olivos, viñedos y cereales. A partir de los años 30, surgieron las primeras fábricas de pinceles. En los años 60, la construcción del embalse de Ulldecona atrajo a trabajadores inmigrantes y contribuyó al crecimiento industrial del municipio con la instalación de papeleras, fábricas de muebles, empresas de barandillas, transporte de mercaderías y construcción.
El aceite de oliva producido en Cenia, extraído de sus olivos milenarios, se comercializa como un producto de lujo, llegando a alcanzar un precio de 15€ por medio litro.
En cuanto a la industria del mueble, desde las décadas de los 40 y 50, surgieron pequeños establecimientos industriales que aplicaron procesos industriales a la fabricación de muebles. En los años 60, se establecieron empresas que implementaron procesos de fabricación a gran escala. En los años 70 las fábricas se especializaron en diferentes etapas del proceso de fabricación y venta de muebles. Hoy en día, el sector de la madera, muebles y complementos ocupa a la mayoría de los trabajadores de la población. Cenia se ha convertido en la principal zona productora de muebles modernos en España y en un referente del sector en Cataluña. El municipio cuenta con el Centro de Difusión Tecnológica del Mueble de Cataluña (AMBIT Living Spaces Cluster) y una planta de tratamiento de residuos de madera. Recientemente, ha sido reconocido como Centro de Interés Artesanal de Cataluña en la fabricación de muebles por parte de la Generalidad de Cataluña.

## Administración y política

### Entidades
Cenia está compuesta por dos entidades de población.
Lista de población por entidades (censo 2022)
| Entidad de la población | Habitantes |
| ----------------------- | ---------- |
| Els Plans               | 32         |
| Cenia                   | 5475       |

## Cultura
La iglesia parroquial está dedicada a san Bartolomé y san Roque. Fue construida entre los siglos XVII y XVIII en estilo barroco con detalles neoclásicos. Es de nave única con capillas laterales y cuenta con un campanario de planta cuadrada. La cubierta está rematada con una cúpula y en los ángulos se encuentran los ventanales donde se sitúan las campanas. El casco antiguo del pueblo conserva una estética similar, con casas de amplias portaladas y balcones. En 1983 se estableció una norma para preservar esta zona de la villa. A unos seis kilómetros del centro de Cenia se encuentra el santuario de la Virgen de Palleróls, ubicado en la cima de la montaña de Palleróls. Es un edificio sencillo que alberga una imagen de la Virgen de Palleróls, patrona de la población.

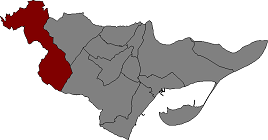
Ubicación en la comarca de Montsiá

En 1904 se fundó la banda armónica de Cenia, compuesta por 75 músicos. Conocida actualmente como Agrupació Musical Senienca, ha ganado reconocimiento en las comarcas cercanas y ha obtenido premios en certámenes internacionales. En 2002, se le otorgó la Creu de Sant Jordi un importante reconocimiento. La fiesta mayor de Cenia se celebra en agosto y destaca por sus carreras de caballos. Durante el mes de septiembre, se realiza una romería al santuario de Palleróls.

## Poblaciones hermanadas
- Cazorla (Andalucía)